# Puchar Intertoto UEFA (2006)
Puchar Intertoto UEFA 2006 był 46. edycją piłkarskiego turnieju, dwunastą pod egidą UEFA, będącego jednocześnie formą eliminacji do rozgrywek Pucharu UEFA. Do II rundy eliminacji Pucharu UEFA awansowało jedenastu zwycięzców meczów III rundy. Zwycięzcą Pucharu Intertoto 2006 został Newcastle United F.C., gdyż to miano przysługiwało drużynie, która zajdzie najdalej w Pucharze UEFA.

## I runda
Pierwsze mecze zostały rozegrane 17 i 18 czerwca, zaś rewanże 24 i 25 czerwca.
| Drużyna 1                            | Wynik dwumeczu    | Drużyna 2             | Pierwszy mecz     | Drugi mecz        |
| Europa Południowa                    | Europa Południowa | Europa Południowa     | Europa Południowa | Europa Południowa |
| ------------------------------------ | ----------------- | --------------------- | ----------------- | ----------------- |
| Pobeda Prilep                        | 2:4               | Farul Konstanca       | 2:2               | 0:2               |
| UE Sant Julià                        | 0:8               | NK Maribor            | 0:3               | 0:5               |
| Ethnikos Achna                       | 5:4               | Partizani Tirana      | 4:2               | 1:2               |
| Zrinjski Mostar                      | 4:1               | Marsaxlokk FC         | 3:0               | 1:1               |
| Europa Środkowa i Wschodnia          |                   |                       |                   |                   |
| Kilikia Erywań                       | 1:8               | Dinamo Tbilisi        | 1:5               | 0:3               |
| Szachtior Karaganda                  | 4:6               | MTZ-RIPA Mińsk        | 1:5               | 3:1               |
| FC Nitra                             | 12:2              | CS Grevenmacher       | 6:2               | 6:0               |
| MKT-Araz İmişli                      | 1:2               | FC Tiraspol           | 1:0               | 0:2               |
| Europa Północna                      |                   |                       |                   |                   |
| Keflavík                             | 4:1               | Dungannon Swifts F.C. | 4:1               | 0:0               |
| Dinaburg FC                          | 2:1               | HB Tórshavn           | 1:1               | 1:0               |
| Tampere United                       | 8:1               | Carmarthen Town       | 5:0               | 3:1               |
| JK Narva Trans                       | 1:8               | Kalmar FF             | 1:6               | 0:2               |
| Vėtra Wilno                          | 0:5               | Shelbourne FC         | 0:1               | 0:4               |
| Po lewej gospodarz pierwszego meczu. |                   |                       |                   |                   |

## II runda
Pierwsze mecze zostały rozegrane 1 i 2 lipca, zaś rewanże 8 i 9 lipca.
| Drużyna 1                            | Wynik dwumeczu    | Drużyna 2         | Pierwszy mecz     | Drugi mecz        |
| Europa Południowa                    | Europa Południowa | Europa Południowa | Europa Południowa | Europa Południowa |
| ------------------------------------ | ----------------- | ----------------- | ----------------- | ----------------- |
| FC Sopron                            | 3:4               | Kayserispor       | 3:3               | 0:1               |
| Farul Konstanca                      | 3:2               | Łokomotiw Płowdiw | 2:1               | 1:1               |
| FK Zeta                              | 1:4               | NK Maribor        | 1:2               | 0:2               |
| Maccabi Petach Tikwa                 | 4:1               | Zrinjski Mostar   | 1:1               | 3:1               |
| NK Osijek                            | 2:2 (br. wyj.)    | Ethnikos Achna    | 2:2               | 0:0               |
| Europa Środkowo-Wschodnia            |                   |                   |                   |                   |
| Grasshopper Club Zurych              | 4:0               | FK Teplice        | 2:0               | 2:0               |
| FC Nitra                             | 2:3               | Dnipro            | 2:1               | 0:2               |
| SV Ried                              | 4:1               | Dinamo Tbilisi    | 3:1               | 1:0               |
| FC Tiraspol                          | 4:1               | Lech Poznań       | 1:0               | 3:1               |
| FK Moskwa                            | 3:0               | MTZ-RIPA Mińsk    | 2:0               | 1:0               |
| Europa Północna                      |                   |                   |                   |                   |
| Tampere United                       | 3:5               | Kalmar FF         | 1:2               | 2:3               |
| Odense BK                            | 3:1               | Shelbourne FC     | 3:0               | 0:1               |
| Lillestrøm SK                        | 6:3               | Keflavík          | 4:1               | 2:2               |
| Hibernian                            | 8:0               | Dinaburg FC       | 5:0               | 3:0               |
| Po lewej gospodarz pierwszego meczu. |                   |                   |                   |                   |

## III runda
Pierwsze mecze zostały rozegrane 15 i 16 lipca, zaś rewanże 22 i 23 lipca. Zwycięzcy dwumeczów awansowali do II rundy eliminacji Pucharu UEFA.
| Drużyna 1                            | Wynik dwumeczu    | Drużyna 2         | Pierwszy mecz     | Drugi mecz        |
| Europa Południowa                    | Europa Południowa | Europa Południowa | Europa Południowa | Europa Południowa |
| ------------------------------------ | ----------------- | ----------------- | ----------------- | ----------------- |
| Auxerre                              | 4:2               | Farul Konstanca   | 4:1               | 0:1               |
| AE Larisa                            | 0:2               | Kayserispor       | 0:0               | 0:2               |
| Villarreal CF                        | 2:3               | NK Maribor        | 1:2               | 1:1               |
| Maccabi Petach Tikwa                 | 3:4               | Ethnikos Achna    | 0:2               | 3:2               |
| Europa Środkowo-Wschodnia            |                   |                   |                   |                   |
| Grasshopper Club Zurych              | 3:2               | KAA Gent          | 2:1               | 1:1               |
| Olympique Marsylia                   | 2:2(br. wyj.)     | Dnipro            | 0:0               | 2:2               |
| Hertha BSC                           | 2:0               | FK Moskwa         | 2:0               | 0:0               |
| SV Ried                              | 4:2               | FC Tiraspol       | 3:1               | 1:1               |
| Europa Północna                      |                   |                   |                   |                   |
| Newcastle United                     | 4:1               | Lillestrøm SK     | 1:1               | 3:0               |
| Kalmar FF                            | 2:3               | Twente            | 1:0               | 1:3               |
| Odense BK                            | 2:2 (br. wyj.)    | Hibernian         | 1:0               | 1:2               |
| Po lewej gospodarz pierwszego meczu. |                   |                   |                   |                   |